# Copris elphenor
Copris elphenor är en skalbaggsart som beskrevs av Johann Christoph Friedrich Klug 1855. Copris elphenor ingår i släktet Copris och familjen bladhorningar. Inga underarter finns listade i Catalogue of Life.